# 北京低端人口
北京低端人口，也有报道称为北京低端劳动力，通常是指生活在北京的低收入、低学历、从事低端产业的人群，或是“小企业小门店所吸纳的流动人口”。“低端人口”这一词语在北京市人民政府文件中多次出现，亦在媒体及学者中广泛使用，但因涉嫌歧视窮人而引发争议。

## 背景
根据人口普查和抽查，北京市1995年以来一直是全国总和生育率最低的一級行政區。2000年以来，北京市总和生育率处于0.66和0.71之间，不到世代更替水平的三分之一，不仅低于中国其他省份，也低于所有其他国家。
据统计，2003年北京市外来人口总计为409.5万人，其中农村从业人员159.6万，从事第二、第三产业的约为100万人。其特点是年龄偏大，文化水平和技术水平偏低，存在就业稳定性差、企业用工不够规范等问题，就业集中在生产运输和商业、服务业等领域。目前，在北京2000万人口中，有三分之一，即700万外来务工人员，主要来自河北、河南、山东。
在北京市的管理者眼中，低端人口不是“北京人”，不应该来挤占北京市日益紧张的公共资源；低端人口多数从事体力工作，不好看、不体面，不符合北京国际大都市的形象和定位。因此，北京市人大常委会建议，采取措施引进高端人才，减少低端劳动力，以应对北京市人口持续增加的压力。还有北京市政协委员提出，有必要对进京人口设门槛。
北京外来人口也称为「北漂族」。北漂族在来京初期都很少能有固定的住所，其自身也因诸多原因而不能对于北京有更多的认同感，故此得名。90年代末，政府开始把一些防空洞、地下隧道改造后作为出租房租赁。由于北京市一般住宅平均月租金超过3500元，因此地下室往往是低收入北漂族的唯一选择。目前北京的地下室，据估计有100万住户。

## 名词出处
“低端人口”一词出处不一，定义也不十分明确。如2006年“北京市2008环境建设指挥部”针对北京奥运期間流動人口的管理指出：“今后将加强对流动人口出现问题较严重的低端行业的管理和规范。如废品收购、小美容美发等。在奥运期间，控制这一部分人口。材料显示，经请示国务院同意，可以发布通告，限制进京人员数量。如进京人员需要出具县级以上证明等，从根本上控制流动人口。”报道中的小标题为“加强行业规范限低端人口”。
2007年5月，北京市市规划委在向社会公布的《北京市“十一五”时期重点新城发展实施规划》中提出：“通过产业结构调整、减少低端产业、强化外来人口管理、加强出租房屋管理、拆除违法建设和改造‘城中村’，以及加强本地人口尤其是农业人口的就业培训、强化城市管理等综合调控与管理手段，防止低端外来人口在新城大规模聚集。” 2007年9月，北京市规划和国土资源管理委员会在《昌平新城规划（2005-2020）》中提到，要“处理好外来人口的增长、管理和服务问题，防止低端人口的过度聚集”。2007年发布的《大兴新城规划（2005年-2020年）》，第31条提出要通过措施“疏解低端人口在新城的集聚”；2011年发布的《北京市房山区国民经济和社会发展第十二个五年规划纲要》，提出要通过措施“避免大量外来低端人口的涌入”；2016年9月，北京市顺义区在《顺义区违法建设查处工作领导小组公开<严厉打击违法用地违法建设专项行动目标责任书>进展情况（第一季度、第二季度）》中提到“通过拆违挤压低端人口和产业，腾出发展空间，提升区域环境质量和水平”。 2017年发布的《2016年石景山区人口调控工作方案》、《北京市石景山区2016年国民经济和社会发展计划执行情况与2017年国民经济和社会发展计划草案的报告》中也出现有“清理整治低端人口”的内容（海淀区的公告《上半年海淀16个市级挂账重点地区拆违83.6万平方米》中也有类似术语出现）。
2016年8月1日，人民网在转载人民日报海外版的文章“北上广常住人口增速放缓 超大城市咋调控人口？”时，将标题修改为“北上广常住人口增速放缓 专家：靠政策清理低端人口”，使“低端人口”一词引起注意。

## 公共事件
2017年11月18日
，大兴区西红门镇新建二村发生重大火灾事故，造成19人死亡，8人受伤。火灾发生后，2017年11月20日起，北京市部署开展为期40天的安全隐患大排查大清理大整治专项行动；其中大量在京外地工作人群流离失所，或居所被停止供应电力和暖气，为此包括天鹅救援队等在内的数家北京非政府组织均参与到有关公益行动中。

### 新闻和舆论管制
有香港传媒指火灾发生后，中国官方一度禁止媒体报道，仅可使用新华社通稿，并严控网上言论。另有网民反映称，“低端人口”一词在即时QQ和微信中遭到屏蔽，二者皆由腾讯公司研发和运营，并在中国大陆广受欢迎。截至2018年6月初，含有“低端人口”一词的信息仍然无法在前述之软件中正常显示。

## 争议
2017年，时任中共中央政治局委员、中共北京市委书记蔡奇要求到2020年，常住人口规模要控制在2300万人以内。有香港媒体分析称驱离低端人口事件可能与此有关。
北京市限制“低端人口”的做法也遭到了舆论和学者的批评。国务院发展研究中心社会发展研究部副部长贡森认为，虽然过多的“低端人口”可能影响一个城市的外在形象，但城市的包容性更重要，是“内在美”。他主张同等数量的“高端人口”消耗的资源远高于“低端人口”。用“高端”取代“低端”，必然加剧交通、住房和用水用地问题。《人民日报》指出，如果真的对所谓的“低端”劳动力强制退出，其结果必然是百姓生活变得极为不便，生活成本大幅提高。
2017年11月26日，北京市安全生产委员会针对“安全隐患大排查大清理大整治专项行动”是在驱赶“低端人口”的质疑，回应称“不存在驱赶‘低端人口’说法”、“这是不负责任，也是毫无根据的，没有‘低端人口’一说。”但承认在疏解外来务工人员的过程中，北京市对合法缴纳社保但被迫离职的外来务工人员发放一次性生活补贴。

## 延伸阅读
- 洪小良; 王雪梅. . 中国经济出版社. 2012-11. ISBN 9787513619462.
- 周拥平. . 中国青年出版社. 2004. ISBN 7500657315.